# Przerwa białaczkowa
Przerwa białaczkowa (łac. hiatus leucaemicus) – występowanie we krwi obwodowej komórek blastycznych oraz dojrzałych granulocytów, przy braku występowania form pośrednich. Przyczyną takiego stanu mogą być ostre choroby rozrostowe układu krwiotwórczego.